# HTTP File Server
In informatica, HTTP File Server (anche conosciuto attraverso l'acronimo HFS) è un server web libero appositamente progettato per la pubblicazione e la condivisione di file multimediali statici (file sharing).

## Caratteristiche
Le sue funzionalità sono limitate se paragonate ad altri server web come Apache o nginx. Ad esempio, non è previsto il supporto CGI ma è incluso, per esempio, un contatore di download.

## Distribuzione
Il programma consiste in un singolo file Eseguibile EXE per Microsoft Windows. Funziona su sistemi unix-like attraverso Wine.